# لارنس بلچر
لارنس بلچر (به انگلیسی: Laurence Belcher) یک بازیگر انگلیسی است.

## فیلم ها
- دوریت کوچک در نقش آرتور جوان (فصل ۱، اپیزود ۱)
- پیام‌رسانان ۲: مترسک در نقش مایکل رولینز
- دکتر هو در نقش کازران جوان (اپیزود A Christmas Carol)
- مردان ایکس: کلاس اول در نقش چارلز اگزاویر ۱۲ ساله
- گمشده در نقش ماکسیم جوان (فصل ۱، اپیزود ۷)
- دایانا در نقش شاهزاده ویلیام[۲]
- مردان ایکس: روزهای گذشته آینده در نقش چارلز اگزاویر ۱۲ ساله
- شاهد خاموش در نقش رابی ماشام (۲ قسمت)